# سانتافه (نیومکزیکو)
سانتافه (به انگلیسی: Santa Fe) مرکز ایالت نیومکزیکو آمریکاست. سانتافه سومین شهر بزرگ ایالت نیومکزیکو است و جمعیت آن ۱۴۳٬۹۵۷ نفر است (سال ۲۰۱۷). شهر سانتافه با ۲۱۳۲ متر ارتفاع از سطح دریا، مرتفع‌ترین مرکز ایالت در ایالات متحده آمریکا است. کاپیتول ایالت نیومکزیکو مرکز سیاسی ایالت است.

## نام
نام سانتافه (Santa Fé) اسپانیایی و به معنی «ایمان مقدس» است.
نام کامل این شهر «لا ویلا رئال دلا سانتا فی دسان فرانسیسکو آسیس» (La Villa Real de la Santa Fé de San Francisco de Asís) است که «شهر پادشاهی ایمان مقدس فرانسیس مقدس آسیس» معنی می‌دهد.

## منابع

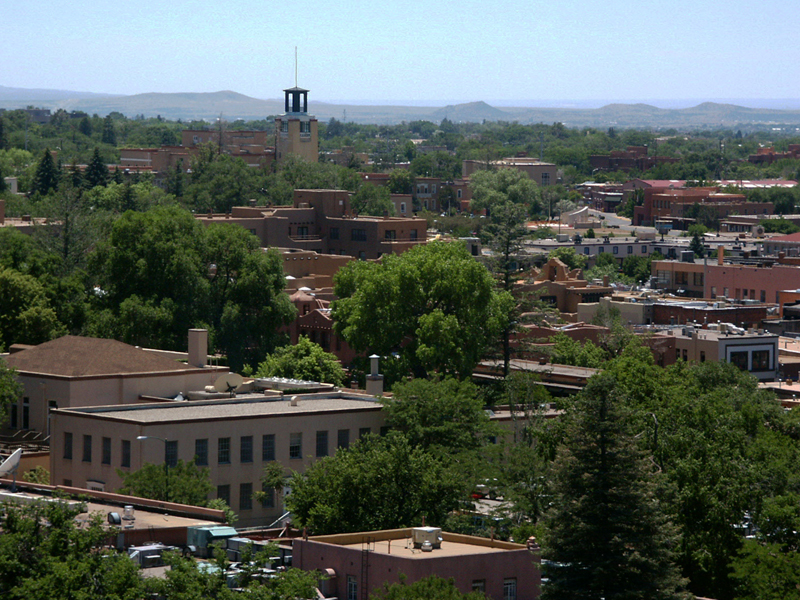
نمایی از شهر سنتافه